# Nasljeđivanje spola u čovjeka
Tjelesna stanica u čovjeka ima 46 kromosoma, koji čine 23 kromosomska para. Od njih su 22 para oblikom i veličinom otprilike jednaki. Preostali, 23. par, se sastoji od kromosoma koji određuju spol i nazivaju se spolni kromosomi. Žene imaju u tom paru dva jednaka spolna kromosoma koja se označavaju s XX. U muškaraca ta 2 spolna kromosoma nisu jednaka, jedan je isti kao u žena, kromosom X, a drugi je mnogo manji i zove se kromosom Y, dakle kromosomi X i Y.
Sve ženske tjelesne stanice imaju sastav kromosoma 44+XX. Sve ženske spolne stanice imaju polovičan broj kromosoma i sve imaju kromosom X tj. kromosomski sastav im je 22+X.
Sastav kromosoma muške tjelesne stanice je 44+XY. Dvije su vrste muških spolnih stanica; jedne s kromosomskim sastavom 22+X,a druge s 22+Y. Prema tome jedna polovica spermija sadrži kromosom X, a druga kromosom Y. 
Spol ovisi o tome koji će spermij oploditi jajnu stanicu: ako to učini spermij s kromosomom X, začet će se djevojčica,a ako to učini spermij s kromosomom Y začet će se dječak. Međutim spermij s kromosomom Y je lakši pa se stoga rodi malo više dječaka (107:100). Kromosom X veći je od kromosoma Y pa sadrži i više gena. Budući da je kromosom Y evolucijom izgubio neke bitne gene možda zbog toga muškarci žive kraće od žena. U Hrvatskoj je među ljudima starijima od 75 godina 66% žena, a 34% muškaraca.

## Nasljedne bolesti
Mutacije gena i kromosoma mogu se očitovati u potomstvu kao nasljedne bolesti. Promjene mogu biti u građi gena (delecija, translokacija, inverzija, duplikacija), promijeni u broju kromosoma (aneuploidija, poliploidija), ili u kemijskom sastavu gena (na samo jednoj ili više dušičnih baza)
Brojne su nasljedne bolesti ili nepravilnosti kojima su uzrok promjene pojedinih gena ili kromosoma. One uzrokuju nasljedne nepravilnosti i bolesti koje nazivamo genskim bolestima. Danas je poznato oko 300 genskih bolesti koje su posljedica promjene gena ili kromosoma. 
Neke od spolom vezane bolesti: 
- Albinizam je nepravilnost koja se očituje nedovoljnim stvaranjem pigmenta za boju kose, kože i očne šarenice. Nositelji takvih gena imaju bijelu kosu, svijetlu kožu i crvene oči.
- Hemofilija je nemogućnost zgrušavanja krvi, a nasljeđuje se preko više mutiranih gena na kromosomu X, hemofilija je po genskoj prirodi recesivna.

- Distrofija - slabljenje mišića, lokus se nalazi na X kromosomu.

Gluhonijemost, rascjep gornje usne, kratkoprstost, šestoprstost i mnoge druge nepravilnosti posljedica su naslijeđenih mutiranih gena. Nasljedne se bolesti za sada ne mogu liječiti. Ipak, u novije vrijeme se takvim osobama uspijeva nadomjestiti oštećeni gen tzv. genskom terapijom. Veća je mogućnost da se oštećeni geni očituju u potomaka ljudi koji su u krvnom srodstvu te se zbog toga u gotovo svim društvima izbjegavaju brakovi krvnih srodnika odnosno incest.